# Патрік Віркош
Патрік Віркош (англ. Patrick Wiercioch, нар. 12 вересня 1990, Бернабі) — канадський хокеїст, захисник клубу Австрійської хокейної ліги «Больцано». Гравець збірної команди Канади.

## Ігрова кар'єра
Хокейну кар'єру розпочав 2006 року виступами за місцеву команду «Бернабі Експрес».
2008 року був обраний на драфті НХЛ під 42-м загальним номером командою «Оттава Сенаторс». 
Влітку 2008 перейшов до університеського клубу з Денвера.
2 квітня 2010 року Патрік уклав трирічний контракт з клубом «Оттава Сенаторс». Сезон 2010–11 захисник розпочав у фарм-клубі «Бінгхемптон Сенаторс» (АХЛ). 22 березня 2011 року він дебютував у складі «сенаторів» у грі проти «Кароліна Гаррікейнс». 27 березня 2011 Віркош став автором результативної передачі в матчі проти «Атланта Трешерс».
3 березня 2013 року захисник відзначився голом у матчі проти «Нью-Йорк Айлендерс». 23 липня 2013 року Віркош та «Оттава Сенаторс» продовжили контракт на три роки.
8 квітня 2014 у переможній грі проти «Кароліна Гаррікейнс» Патрік провів свою соту гру в НХЛ.
Після сезону 2015–16 Віркош за рішенням клубу став вільним агентом.
1 липня 2016 року Патрік уклав однорічний контракт з «Колорадо Аваланч».
26 червня 2017 року Віркош став вільнообмеженим агентом. 1 липня 2017 року підписав однорічну угоду з «Ванкувер Канакс».
Відігравши сезон у складі фарм-клубу «Ютіка Кометс» 9 липня 2018 року Патрік погодився укласти однорічну угоду з білоруським клубом «Динамо» (Мінськ).
На правах вільного агента 11 грудня 2019 року підписав контракт з клубом Австрійської хокейної ліги «Больцано».
Сезон 2020–21 канадець провів у шведському клубі «Тімро».

## На рівні збірних
Патрік двічі запрошувався до лав молодіжної збірної Канади але не потрапляв до заявки на чемпіонати світу.
У складі національної збірної Канади став чемпіоном світу 2015 року.

## Статистика

### Клубні виступи
| Сезон        | Клуб                   | Ліга         | Регулярний сезон | Регулярний сезон | Регулярний сезон | Регулярний сезон | Регулярний сезон | Плей-оф | Плей-оф | Плей-оф | Плей-оф | Плей-оф |
| Сезон        | Клуб                   | Ліга         | І                | Г                | П                | О                | ШХ               | І       | Г       | П       | О       | ШХ      |
| ------------ | ---------------------- | ------------ | ---------------- | ---------------- | ---------------- | ---------------- | ---------------- | ------- | ------- | ------- | ------- | ------- |
| 2006–07      | «Бернабі Експрес»      | БКХЛ         | 42               | 9                | 16               | 25               | 46               | 14      | 3       | 4       | 7       | 10      |
| 2007–08      | «Омаха Лансерс»        | ХЛСШ         | 40               | 3                | 18               | 21               | 24               | 14      | 2       | 9       | 11      | 22      |
| 2008–09      | Університет Денвер     | НКАА         | 36               | 12               | 23               | 35               | 26               | —       | —       | —       | —       | —       |
| 2009–10      | Університет Денвер     | НКАА         | 39               | 6                | 21               | 27               | 34               | —       | —       | —       | —       | —       |
| 2010–11      | «Бінгхемптон Сенаторс» | АХЛ          | 67               | 4                | 14               | 18               | 25               | 15      | 0       | 1       | 1       | 0       |
| 2010–11      | «Оттава Сенаторс»      | НХЛ          | 8                | 0                | 2                | 2                | 4                | —       | —       | —       | —       | —       |
| 2011–12      | «Бінгхемптон Сенаторс» | АХЛ          | 57               | 4                | 16               | 20               | 34               | —       | —       | —       | —       | —       |
| 2012–13      | «Бінгхемптон Сенаторс» | АХЛ          | 32               | 10               | 9                | 19               | 22               | —       | —       | —       | —       | —       |
| 2012–13      | «Оттава Сенаторс»      | НХЛ          | 42               | 5                | 14               | 19               | 39               | 1       | 0       | 0       | 0       | 0       |
| 2013–14      | «Оттава Сенаторс»      | НХЛ          | 53               | 4                | 19               | 23               | 20               | —       | —       | —       | —       | —       |
| 2014–15      | «Оттава Сенаторс»      | НХЛ          | 56               | 3                | 10               | 13               | 28               | 6       | 2       | 2       | 4       | 4       |
| 2015–16      | «Оттава Сенаторс»      | НХЛ          | 52               | 0                | 5                | 5                | 24               | —       | —       | —       | —       | —       |
| 2016–17      | «Колорадо Аваланч»     | НХЛ          | 57               | 4                | 8                | 12               | 23               | —       | —       | —       | —       | —       |
| 2017–18      | «Ютіка Кометс»         | АХЛ          | 58               | 10               | 27               | 37               | 45               | 5       | 0       | 3       | 3       | 2       |
| 2018–19      | «Динамо» (Мінськ)      | КХЛ          | 59               | 8                | 17               | 25               | 34               | —       | —       | —       | —       | —       |
| 2019–20      | «Больцано»             | Австрія      | 19               | 4                | 9                | 13               | 10               | 3       | 0       | 2       | 2       | 10      |
| 2020–21      | «Тімро»                | Аллсв.       | 11               | 0                | 7                | 7                | 8                | 12      | 3       | 4       | 7       | 12      |
| Усього в НХЛ | Усього в НХЛ           | Усього в НХЛ | 268              | 16               | 58               | 74               | 138              | 7       | 2       | 2       | 4       | 4       |

### Збірна
| Рік                | Команда            | Турнір             | Місце              | І  | Г | П | О | ШХ |
| ------------------ | ------------------ | ------------------ | ------------------ | -- | - | - | - | -- |
| 2015               | Канада             | ЧС                 | 1                  | 10 | 1 | 3 | 4 | 0  |
| Національна збірна | Національна збірна | Національна збірна | Національна збірна | 10 | 1 | 3 | 4 | 0  |